# Élections législatives de 2012 à Saint-Barthélemy et Saint-Martin
Les élections législatives de 2012 se sont déroulées les 9 et 16 juin 2012, en avance de vingt-heures sur la métropole en raison du décalage horaire. Les collectivités d'outre-mer de Saint-Barthélemy et de Saint-Martin élisent un député dans le cadre d'une circonscription unique créée à l'occasion du redécoupage territorial de 2010.
Cette circonscription, nouvellement créée en raison du changement de statut des collectivités de Saint-Barthélemy et Saint-Martin, était auparavant incluse dans la 4e circonscription de la Guadeloupe.

## Élu
|   | Circonscription | Député sortant |            | Parti      | Député élu   |  | Parti |
| - | --------------- | -------------- | ---------- | ---------- | ------------ |  | ----- |
| + | 1re             | Siège créé     | Siège créé | Siège créé | Daniel Gibbs |  | UMP   |

## Résultats

Logo de campagne de Daniel Gibbs.

### Résultats à l'échelle de la collectivité
| Parti          | Parti                             | Premier tour | Premier tour | Second tour | Second tour | Sièges |  |
| Parti          | Parti                             | Voix         | %            | Voix        | %           | Sièges |  |
| -------------- | --------------------------------- | ------------ | ------------ | ----------- | ----------- | ------ |  |
|                | Union pour un mouvement populaire | 2 639        | 39,88        | 4 107       | 52,23       | 1      |  |
|                | Divers droite                     | 866          | 13,09        |             |             | 0      |  |
|                | Droite parlementaire              | 3 505        | 52,96        | 4 107       | 52,23       | 1      |  |
|                |                                   |              |              |             |             |        |  |
|                | Divers gauche                     | 1 695        | 25,61        | 3 756       | 47,77       | 0      |  |
|                | Parti socialiste                  | 1 107        | 16,73        |             |             | 0      |  |
|                | Europe Écologie Les Verts         | 0            | 0            | 0           |             |        |  |
|                | Majorité présidentielle           | 2 802        | 42,34        | 3 756       | 47,77       | 0      |  |
|                |                                   |              |              |             |             |        |  |
|                | Front national                    | 311          | 4,70         |             |             | 0      |  |
|                |                                   |              |              |             |             |        |  |
| Inscrits       | Inscrits                          | 22 721       | 100,00       | 22 734      | 100,00      | 1      |  |
| Abstentions    | Abstentions                       | 15 884       | 69,91        | 14 551      | 64,01       |        |  |
| Votants        | Votants                           | 6 837        | 30,09        | 8 183       | 35,99       |        |  |
| Blancs et nuls | Blancs et nuls                    | 219          | 3,2          | 320         | 3,91        |        |  |
| Exprimés       | Exprimés                          | 6 618        | 96,8         | 7 863       | 96,09       |        |  |

### Résultats à l'échelle de la circonscription
| Candidat       | Candidat         | Parti          | Premier tour | Premier tour | Second tour | Second tour |  |
| Candidat       | Candidat         | Parti          | Voix         | %            | Voix        | %           |  |
| -------------- | ---------------- | -------------- | ------------ | ------------ | ----------- | ----------- |  |
|                | Daniel Gibbs élu | UMP            | 2 639        | 39,88        | 4 107       | 52,23       |  |
|                | Guillaume Arnell | Divers gauche  | 1 695        | 25,61        | 3 756       | 47,77       |  |
|                | Louis Mussington | PS             | 1 107        | 16,73        |             |             |  |
|                | Jacques Hamlet   | Divers droite  | 513          | 7,75         |             |             |  |
|                | Louis Jeffry     | Divers droite  | 353          | 5,33         |             |             |  |
|                | Nicole Thiébault | FN             | 311          | 4,70         |             |             |  |
|                | Benoît Chauvin   | EÉLV           | 0            | 0            |             |             |  |
|                |                  |                |              |              |             |             |  |
| Inscrits       | Inscrits         | Inscrits       | 22 721       | 100,00       | 22 734      | 100,00      |  |
| Abstentions    | Abstentions      | Abstentions    | 15 884       | 69,91        | 14 551      | 64,01       |  |
| Votants        | Votants          | Votants        | 6 837        | 30,09        | 8 183       | 35,99       |  |
| Blancs et nuls | Blancs et nuls   | Blancs et nuls | 219          | 3,2          | 320         | 3,91        |  |
| Exprimés       | Exprimés         | Exprimés       | 6 618        | 96,8         | 7 863       | 96,09       |  |

### Résultats à Saint-Barthélemy
| Candidat       | Candidat         | Parti          | Premier tour | Premier tour | Second tour | Second tour |
| Candidat       | Candidat         | Parti          | Voix         | %            | Voix        | %           |
| -------------- | ---------------- | -------------- | ------------ | ------------ | ----------- | ----------- |
|                | Daniel Gibbs     | UMP            | 789          | 65,31        | 1 111       | 77,21       |
|                | Guillaume Arnell | DVG            | 98           | 8,11         | 328         | 22,79       |
|                | Louis Mussington | PS             | 125          | 10,35        |             |             |
|                | Jacques Hamlet   | DVD            | 56           | 4,64         |             |             |
|                | Louis Jeffry     | DVD            | 29           | 2,40         |             |             |
|                | Nicole Thiébault | FN             | 111          | 9,19         |             |             |
|                | Benoît Chauvin   | EELV           | 0            | 0,00         |             |             |
|                |                  |                |              |              |             |             |
| Inscrits       | Inscrits         | Inscrits       | 4 881        | 100,00       | 4 881       | 100,00      |
| Abstentions    | Abstentions      | Abstentions    | 3 606        | 73,88        | 3 373       | 69,10       |
| Votants        | Votants          | Votants        | 1 275        | 26,12        | 1 508       | 30,90       |
| Blancs et nuls | Blancs et nuls   | Blancs et nuls | 67           | 1,37         | 69          | 1,41        |
| Exprimés       | Exprimés         | Exprimés       | 1 208        | 24,75        | 1 439       | 29,48       |

### Résultats à Saint-Martin
| Candidat       | Candidat         | Parti          | Premier tour | Premier tour | Second tour | Second tour |
| Candidat       | Candidat         | Parti          | Voix         | %            | Voix        | %           |
| -------------- | ---------------- | -------------- | ------------ | ------------ | ----------- | ----------- |
|                | Daniel Gibbs     | UMP            | 1 852        | 34,23        | 2 997       | 46,70       |
|                | Guillaume Arnell | DVG            | 1 597        | 29,51        | 3 420       | 53,30       |
|                | Louis Mussington | PS             | 982          | 18,15        |             |             |
|                | Jacques Hamlet   | DVD            | 455          | 4,64         |             |             |
|                | Louis Jeffry     | DVD            | 324          | 5,99         |             |             |
|                | Nicole Thiébault | FN             | 201          | 3,71         |             |             |
|                | Benoît Chauvin   | EELV           | 0            | 0,00         |             |             |
|                |                  |                |              |              |             |             |
| Inscrits       | Inscrits         | Inscrits       | 17 853       | 100,00       | 17 857      | 100,00      |
| Abstentions    | Abstentions      | Abstentions    | 12 293       | 68,86        | 11 211      | 62,78       |
| Votants        | Votants          | Votants        | 5 560        | 31,14        | 6 646       | 37,22       |
| Blancs et nuls | Blancs et nuls   | Blancs et nuls | 149          | 0,83         | 229         | 1,28        |
| Exprimés       | Exprimés         | Exprimés       | 5 411        | 30,31        | 6 417       | 35,94       |